# Ètnia daur
Els daur (mongol: Дагуур/Daguur; xinès simplificat: 达斡尔族; xinès tradicional: 達斡爾族; pinyin: Dáwò'ěr zú) també coneguts com a daghor, dagur, daguer, dahhuer, dawoer, takanerh, takuanerb i tahuerh, són un grup ètnic parlants de mongol del nord-est de la Xina. Els daur formen un dels 56 grups ètnics reconeguts per la República Popular de la Xina. Segons l'últim cens de 2010, la població era de 131.992 persones i la majoria d'aquestes vivien a Morin Dawa (Hulunbuir, Mongòlia interior) i a Qiqihar (Heilongjiang). Alguns també viuen a Tacheng (Xinjiang) com a descendents d'aquells daur que van mudar-se durant la dinastia Qing.

## Idioma
El daur és una llengua mongòlica. No existeix cap normativa per a escriure’l tot i que l'erudit daur Merden Enhebatu va dissenyar una ortografia basada amb el sistema pinyin. L'idioma daur presenta algunes característiques del substrat del kitan, inclòs un bon nombre de lexemes que no es troben en les altres llengües mongòliques. El daur està constituït per tres dialectes: el bataxan, el hailar i el qiqihar. Durant el mandat dels Qing, alguns daur empraren el manxú, tant parlat com escrit.

## Història
Genèticament, i segons han determinat diverses anàlisis d'ADN, els daur procedeixen dels khitan. Al segle XVII alguns o tots els daur vivien al llarg del riu Xilka, la capçalera del riu Amur o prop dels rius Zeia i Bureia.. Ells van donar el nom a la zona coneguda com a Dàuria (també coneguda com a Transbaikal), en l'actual zona de l'est del llac Baikal (Rússia).
A mitjan segle xvii els Daurs que vivien prop de l'Amur van caure sota la influència dels manxús de la dinastia Qing que va vèncer la resistència de Bombogor, líder de la federació evenki-daur l'any 1640. Quan els exploradors i invasors russos van arribar a la regió a principis de 1650 els daur cremaren alguns dels pobles més petits per a refugiar-se a les ciutats més importants. Quan els russos els demanaven que se sotmetessin al tsar i paguessin el yasak (impostos) els daur sovint s'hi negaven per que deien que ja li havien pagat a l'Emperador Shunzhi (el nom del qual els russos van registrar dels daur com a Shamshakan). A partir de llavors els cosacs atacaren, conquerint ciutats dels daur amb petites pèrdues; per exemple, l'any 1651 Ierofei Khabàrov va informar que l'any 1651 només va perdre a 4 dels seus cosacs durant l'assalt a la ciutat del príncep daur Guigudar (Гуйгударов городок, mentre que altres 45 ferits es van acabar recuperant. Khabàrov també va informar de la mort de 661 daurs durant el mateix assalt i de l'empresonament de 243 dones i 118 nens, així com la captura de 237 cavalls i 113 caps de bestiar. Els russos hi enviaren missioners ortodoxos vers l'any 1682 per a convertir als daur al cristianisme. La ciutat daur de Yaxa, que fou capturada pels russos, es convertí en la ciutat d'Albazin, i no fou recapturada pels Qing fins a la dècada de 1680.

Davant l'expansió russa a la regió d'Amur, entre el 165 i el 1656, durant el regnat de l'emperador Shunzi, els daur van ser forçats a moure’s cap al sud i establir-se a la riba del riu Nen, territori dominat pels Qing. Quan l'any 1931 els japonesos varen envair l'àrea actual de Morin Dawa, a la Mongòlia Interior, els daur presentaren una forta residència contra ells.

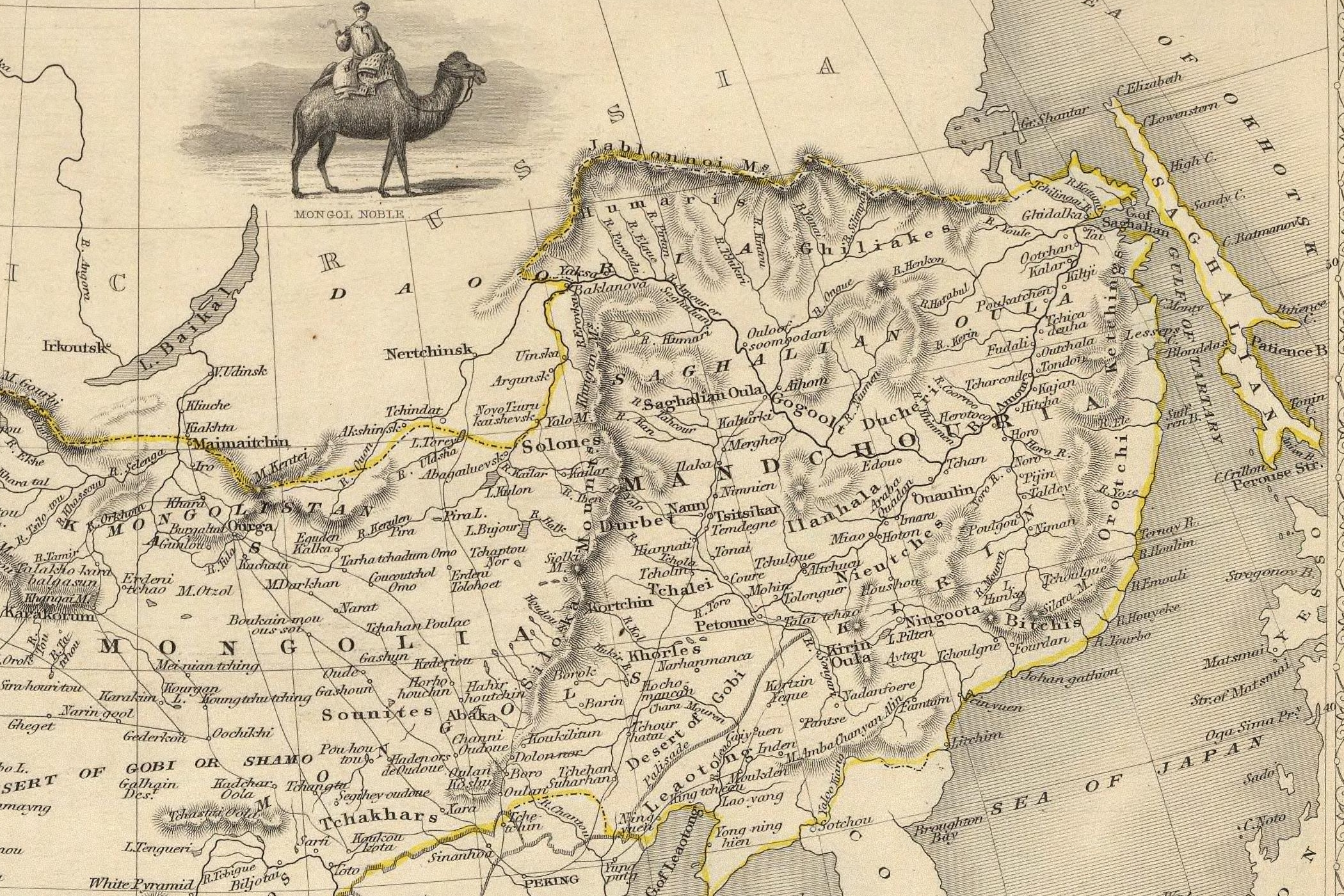
Mapa del 1851 amb la situació de Dàuria.

## Cultura
Els daur viuen amb una estructura jeràrquica notable. Les persones que comparteixen un mateix cognom viuen en grups anomenats hala que solen viure en dues o tres ciutats diferents. Cada hala està format per diferents mokon (clans) amb membres que viuen a la mateixa ciutat. Si es realitza un matrimoni entre diferents clans, l'espòs se’n va a viure amb el clan de la seva esposa sense tenir drets de propietat.
La literatura dels daur sovint era escrita en alfabet manxú, i es conserven manuscrits que inclouen poemes i balades des de la dinastia Qing. També hi ha poemes narratius i himnes religiosos que reflecteixen el dia a dia dels daur. La festivitat principal és l'any nou lunar, que comença el primer dia del primer mes lunar i dura fins al setzè dia, quan es pinten entre ells les cares amb cendres.
Durant l'hivern, les dones daur solen portar vestits llargs, generalment de color blau i botes de pell; a l'estiu solen portar pantalons llargs. Els homes duen gorres amb orelleres de pell de guineu o cérvol durant l'hivern mentre que a l'estiu es cobreixen el cap amb teles blanques o barrets de palla.
Un esport habitual dels daur és el beikou, semblant al hoquei sobre herba; aquest esport es practica des de fa un miler d'anys aproximadament i és originari dels khitan.
Pel que fa a la religió, molt són xamanistes. Cada clan té el seu propi xaman, que és l'encarregat d'oficiar les cerimònies importants en les vides dels daur. També hi ha un nombre significatiu de daur que han abraçat el budisme tibetà.